# Řípec
Řípec település Csehországban, a Tábori járásban. Řípec Doňov, Veselí nad Lužnicí, Zlukov, Žíšov, Dráchov és Soběslav településekkel határos. Lakosainak száma 348 fő (2024. január 1.).

## Népesség
A település lakosságának változását az alábbi diagram mutatja:
| Lakosok száma | 377  | 443  | 498  | 439  | 335  | 316  | 321  | 318  | 350  | 348  |
|               | 1869 | 1900 | 1921 | 1961 | 1980 | 2011 | 2016 | 2019 | 2021 | 2024 |